# Girón
Girón è un comune della Colombia facente parte del dipartimento di Santander.
L'abitato venne fondato da Francisco Mantilla de los Rios nel 1631.